# 2020년 하계 올림픽 부르키나파소 선수단
2020년 하계 올림픽 부르키나파소 선수단은 2021년 일본 도쿄에서 열린 2020년 하계 올림픽에 참가한 올림픽 부르키나파소 선수단이다.
부르키나파소는 2020년 도쿄 하계 올림픽에 출전했다. 원래 2020년 7월 24일부터 8월 9일까지 열릴 예정이었던 올림픽은 코로나19 범유행으로 인해 2021년 7월 23일부터 8월 8일로 연기되었다. 이는 1972년 뮌헨 하계 올림픽 이후 어퍼 볼타(Upper Volta)라는 이름으로 참가한 이후 부르키나파소의 10번째 하계 올림픽 출전이었다.
휴게스 파브리스 장고(Hugues Fabrice Zango)는 남자 삼단뛰기에서 동메달을 획득하며 부르키나파소 최초의 올림픽 메달을 획득했다.

## 출전 선수
| 종목   | 남자 | 여자 | 전체 |
| ------ | ---- | ---- | ---- |
| 육상   | 1    | 1    | 2    |
| 사이클 | 1    | 0    | 1    |
| 유도   | 1    | 0    | 1    |
| 수영   | 1    | 1    | 2    |
| 태권도 | 1    | 0    | 1    |
| 전체   | 5    | 2    | 7    |

## 같이 보기
- 올림픽 부르키나파소 선수단